# Danderyds socken
Danderyds socken i Uppland ingick i Danderyds skeppslag, utgör från 1971 en mindre del av Täby kommun och huvuddelen av Danderyds kommun, från 2016  som Danderyds distrikt.
Socknens areal var 26,41 kvadratkilometer land. År 1905 fanns här 3 605 invånare. Djursholms slott, kommundelarna Danderyd, Stocksund, Djursholm och Enebyberg, områdena Mörby och Nora samt sockenkyrkan Danderyds kyrka ligger i sockenområdet.

## Administrativ historik
Danderyds socken har medeltida ursprung. Lidingö socken utbröts 16 september 1653.
Vid kommunreformen 1862 övergick socknens ansvar för de kyrkliga frågorna till Danderyds församling och för de borgerliga frågorna till Danderyds landskommun. 1901 utbröts ur landskommunen Djursholms köping (Djursholms stad från 1914) och 1910 Stocksunds köping. Landskommunen ombildades 1946 till Danderyds köping där området Lahäll 1948 överfördes till Täby köping. Landskommun bildade med de andra utbrutna enheterna 1971 Danderyds kommun.
1 januari 2016 inrättades distriktet Danderyd, med samma omfattning som församlingen hade vid årsskiftet 1999/2000.
Socknen har tillhört län, fögderier, tingslag och domsagor enligt vad som beskrivs i artikeln Danderyds skeppslag. De indelta båtsmännen tillhörde Södra Roslags 2:a båtsmanskompani.

## Geografi
Danderyds socken ligger nordost om Stockholm med Edsviken i väster och Stora Värtan i öster.  Socknen är en småkuperad skogsbygd med odlingsbygd vid vattnen.
Tidigare rann en öppen bäck från Ekebysjön i Djursholm förbi Danderyds kyrka, med anor från medeltiden, och Nora gård. Bäcken, som numera till största delen leds i en kulvert, fortsatte genom nuvarande Kvarnparken (där det fortfarande finns en gammal kvarnbyggnad, uppförd på 1700-talet) till sjön Nora träsk och vidare ut i Edsviken vid Borgenviken.

## Tidig historia
Gravfält och en fornborg från järnåldern är kända och fem runristningar har påträffats.
Gårdsnamn, (till exempel Klingsta och Nora) samt runristningar vittnar om att Danderyd har varit bebott åtminstone sedan järnåldern. Intill Nora gård, vid Kvarnparken, finns en vikingatida runristning på en berghäll. Runhällen, Norahällen, har beteckningen U 130.
Genom det nuvarande samhället fanns under förhistorisk tid en vattenförbindelse, mellan Stora Värtan och Edsviken. Landhöjningen har förändrat geografin och det tidigare sundet vid Nora är idag en dalgång mellan de båda höjderna Noraberget och Klingstaberget (bägge cirka 40 meter över havet). 

## Namnet
Namnet (1291 Danarö) innehåller sannolikt folkslagbeteckningen 'dansk' och rör, 'gravröse'.
Hembygdsforskaren K E Renqvist har lanserat teorin att namnet kommet från Dana-ör, där 'dana' betyder sankmark och 'ör' betyder stensamling. Enligt den teorin var Dana-ör ett stenlagt område vid en sankmark strax öster om Danderyds kyrka. 